# 護教學
護教士（希臘語：ἀπολογία）是活躍於2世紀的基督教著述家，是對基督教教義具影響力的教父。護教士視基督教是哲學，其職責可分為辯護、駁斥、建設。護教士以口說或文件著作方式進行辯護。
辯護一開始並非只有基督教會使用，乃源於古希臘哲學家，而猶太哲學家斐洛則為護教學奠下穩定根基，建立了一套標準護教學的模式，供後人所用。早期的護教士的任務並非是維護教義，主要是在辨明那些反基督者的話是虛謊且毫無根據的，指出反對基督教的知識分子故意捏造虛假的事來污衊教會。護教士一方面要證明這些是捏造的謊言，另一方面則是要將基督教與外邦人的宗教加以比較，權衡其優劣。護教士初只站在自衛角度辯護自己的教義，後來發展為主動挑對方宗教或哲學的盲點，說明他人的信仰來自怪力亂神，或只是虛言妄語。
其中著名的護教士是游斯丁（100–165），其辯護書說明耶穌基督真是上帝的獨生愛子，他道成肉身，為的是要拯救全人類。游斯丁認為耶穌基督的形式：第一種是被人輕視、拒絕的耶穌，第二種形象是在天上與天父坐在榮耀裡，他還說所有「哲學家所說的真正的道理」都是在羅格思之內，但唯有在基督耶穌裡面才有真理可言。另外其他基督教史上，對護教上有知名貢獻的，還有特土良、坡旅甲、亞歷山大城的革利免、安提阿的伊納爵（35–107）等。